# Alahabalı, Eşme
Alahabalı là một xã thuộc huyện Eşme, tỉnh Uşak, Thổ Nhĩ Kỳ. Dân số thời điểm năm 2010 là 263 người.